# 豊中市立第十三中学校
豊中市立第十三中学校（とよなかしりつ だいじゅうさんちゅうがっこう）は、大阪府豊中市柴原町二丁目にある市立中学校。

## 概要
- 校区内にある豊中市立豊中病院に院内学級を設置し、同病院に入院中の児童への教育をおこなっている。
- 毎日、朝の読書活動（15分間）に取り組んでいる。

## 沿革
- 1977年
  - 4月 - 開校。豊中市立第二中学校校舎の11教室に仮校舎を設置。
  - 8月 - 現在地に移転。
- 1979年3月 - 校歌制定。
- 1989年5月 - 障害児教育研究推進校に市より指定される（1989-90年度）。
- 1992年5月 - 1992・93年度選択教科履修に関する研究推進校に市より指定される。
- 1994年3月 - 選択教科履修に関する研究推進校に市より指定される。
- 1995年4月 - 同和教育推進校に市より指定される。

## 通学区域
- 豊中市立大池小学校の校区全域
- 豊中市立桜井谷小学校の校区の一部
- 豊中市立刀根山小学校の校区の一部
  - 豊中市立中学校通学区域一覧表を参照。

## 著名な出身者
- 大河凜（元宝塚歌劇団）
- 大江恵（歌手）

## 交通
- 柴原阪大前駅 南東400m
- 阪急バス 柴原口バス停 西へ約500m